# 法國電力安培獎
法國電力安培獎（法語：Prix Ampère de l'Électricité de France）是法國科學院其中的一項獎金，每年表彰對於數學、物理學、計算機科學、地球科學或太空科學有所貢獻的學者或研究者。這個獎項創立於1974年，由法國電力公司全額資助，用來紀念發現電流的科學家安德烈-馬里·安培200歲冥誕，其獎金為50000歐元。

## 歷年獲獎者
- 1974年：讓·布羅塞爾（法語：Jean Brossel）
- 1975年：安德烈·拉加里格（法語：André Lagarrigue）
- 1976年：雅克·迪克斯米爾
- 1977年：皮埃爾-吉勒·德熱納
- 1978年：皮爾·卡地亞（法語：Pierre Cartier）
- 1979年：克洛德·科昂-唐努德日
- 1980年：阿蘭·科納
- 1981年：愛德華·布雷津（法語：Édouard Brézin）、讓·津-賈斯汀（法語：Jean Zinn-Justin）
- 1982年：保羅-安德烈·邁耶（法語：Paul-André Meyer）
- 1983年：克勞德·布希亞（法語：Claude Bouchiat）、瑪麗-安妮·布希亞（法語：Marie-Anne Bouchiat）、萊昂內爾·波蒂爾（法語：Lionel Pottier）
- 1984年：丹尼爾·卡斯特勒（德語：Daniel Kastler）
- 1985年：海姆·布雷齊斯（法語：Haïm Brezis）
- 1986年：喬治·斯洛茲安（德語：Georges Slodzian）
- 1987年：米歇爾·雷諾
- 1988年：朱爾斯·霍洛維茨（法語：Jules Horowitz）
- 1989年：阿德里安·杜阿迪（法語：Adrien Douady）
- 1990年：讓-米歇爾·比斯姆
- 1991年：米歇爾·德沃雷（法語：Michel Devoret）、丹尼爾·埃斯特夫（法語：Daniel Esteve）
- 1992年：皮埃爾-路易·利翁
- 1993年：克里斯托夫·蘇勒（法語：Christophe Soulé）
- 1994年：弗朗索瓦·大衛（法語：François David）
- 1995年：克勞德·伊齊克森（法語：Claude Itzykson）
- 1996年：西拉諾·德·多米尼西斯（德語：Cyrano Louis Jullio de Dominicis）、馬克·梅扎德（法語：Marc Mézard）
- 1997年：米歇爾·維爾涅（法語：Michèle Vergne）
- 1998年：邁克爾·布朗（法語：Michel Brune）、讓·米歇爾·雷蒙德（法語：Jean-Michel Raimond）
- 1999年：伊夫·科林·德·維迪埃（法語：Yves Colin de Verdière）
- 2000年：皮埃爾·蘇凱（法語：Pierre Suquet）
- 2001年：貝爾納·德希達
- 2002年：馬西莫·薩爾瓦托雷斯（法語：Massimo Salvatores）
- 2003年：吉爾斯·勒博（法語：Gilles Lebeau）
- 2004年：從缺。
- 2005年：從缺。
- 2006年：從缺。
- 2007年：阿爾弗雷德·維達爾-馬賈爾（法語：Alfred Vidal-Madjar）
- 2008年：杰拉德·伊奧斯（法語：Gérard Iooss）
- 2009年：伊恩·坎貝爾（法語：Ian Campbell）
- 2010年：尼古拉·卡皮托諾維奇·尼古拉斯基（法語：Nikolai Kapitonovich Nikolski）
- 2011年：丹尼爾·梅斯特雷（法語：Daniel Maystre）
- 2012年：讓-馬克·喬馬茲（法語：Jean-Marc Chomaz）
- 2013年：阿諾·博維爾
- 2014年：吉勒·夏布里埃[2]
- 2015年：邁克爾·弗利斯（法語：Michel Fliess）[3]
- 2016年：阿蘭·布里耶（法語：Alain Brillet）[4]
- 2017年：讓-弗朗索瓦·喬尼（法語：Jean-François Joanny）[5]
- 2018年：弗蘭克·梅爾（法語：Frank Merle）[6]
- 2019年：杰奎琳·布洛赫（法語：Jacqueline Bloch）[7]
- 2020年：蓋伊·大衛（法語：Guy David）[8]
- 2021年：地球科學研究所（法語：Institut des sciences de la Terre）

## 相關連結
- 法國電力安培獎官方網站 （页面存档备份，存于）